# Anderson Bamba
Anderson Soares De Oliveira un futbolista brasiler. Va començar com a futbolista al Tombense FC.